# Guillermo Cerda
Guillermo Cerda Martínez (ur. 13 lutego 1984 w mieście Meksyk) – meksykański piłkarz występujący na pozycji prawego obrońcy.
Jest synem Manuela Cerdy i bratem Emmanuela Cerdy, innych meksykańskich piłkarzy.